# Qoryooley

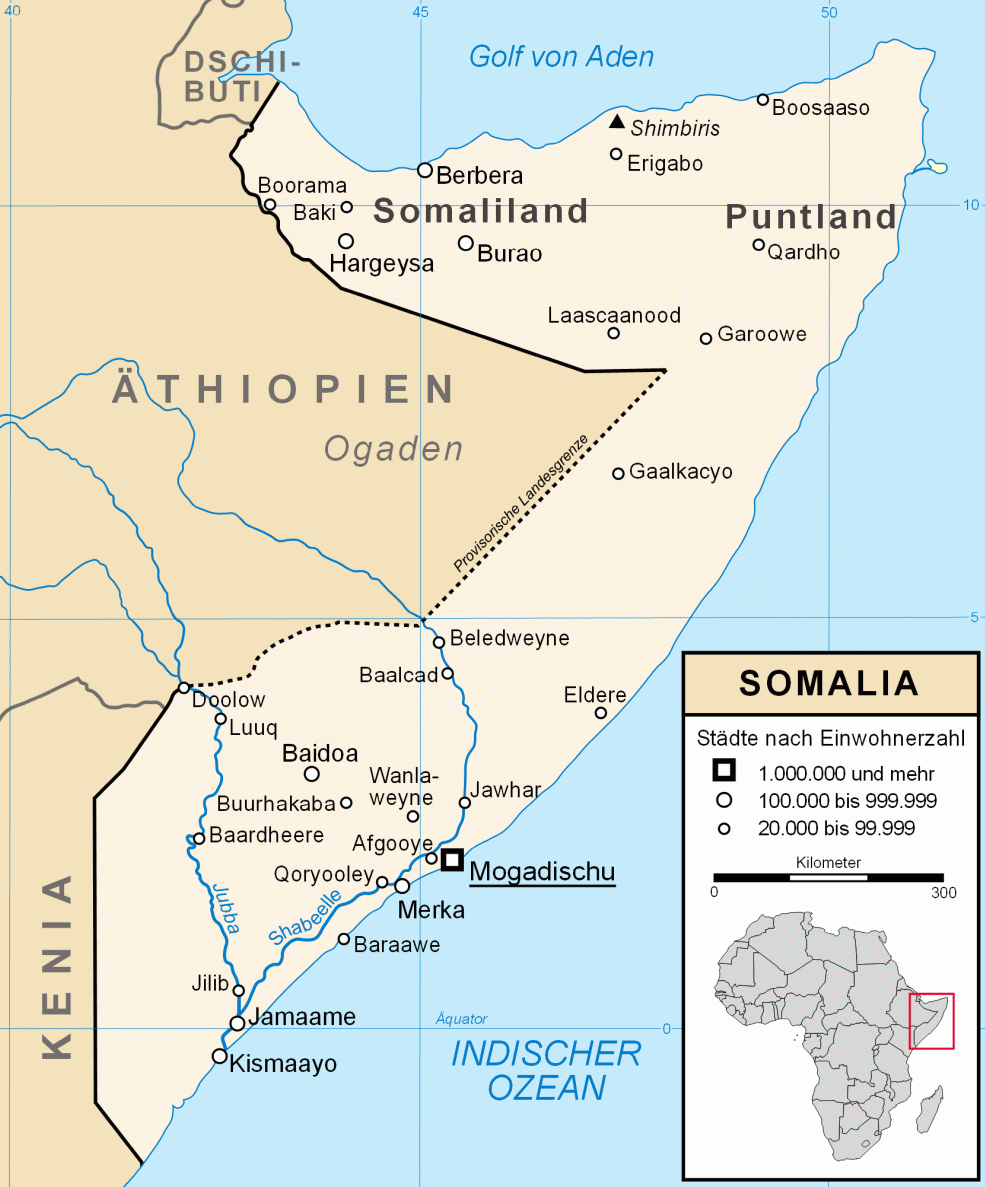
Mapa Somalii

Qoryooley (arab. Kurjulaj) – miasto w Somalii; 53 800 mieszkańców (2006). Przemysł spożywczy.